# سید مهدی اسلامی
مهدی اسلامی (متولد ۱۵ اردیبهشت ۱۳۶۴ - تهران) بازیکن فوتبال اهل ایران است.